# 罗佩金
罗佩金（1878年6月3日—1922年5月3日），字鎔軒（又作熔軒、榕軒），云南省澂江府（今澄江县）凤麓镇人，原籍四川省華陽县（今双流县）。云南重九起义领导人之一，滇军高级将领。

## 生平

### 清末事迹
罗佩金的祖父罗瑞图是清朝翰林，父亲羅森是清朝举人。羅佩金于1898年（光緒24年）中秀才，1903年（光緒29年）入昆明云南高等学堂。但由于谈论敏感时政，罗佩金被校方勒令退学，此后赴广州投靠祖父的学生、两广总督岑春煊。
1904年（光緒30年），罗佩金赴日本留学，入東京振武学校。翌年，经楊振鴻、李根源介绍而会见了孫文。同年8月，中国同盟会成立時，罗佩金加入该会。10月，和楊振鴻、李根源等人共同编辑革命派雑誌《雲南》。1909年（宣統元年），罗佩金自陸軍士官学校毕业归国。
归国後，起初经岑春煊介绍，罗佩金被广西省的龙济光任用为随营学堂总办。但龙济光对革命派十分提防，罗佩金乃回云南。回到雲南后，罗佩金出任新軍第十九鎮随营学堂監督，兼任雲南陸軍講武堂步兵科教官。後来，担任雲南督練处参議官兼陸軍小学堂总办。1911年（宣統3年），任第19鎮第39協第74標標統。

### 辛亥革命与護国战争
1911年（宣統3年）10月10日，武昌起義爆发，罗佩金随蔡鍔、李根源、唐继尧参加了革命派发动的重九起义。雲南軍政府成立后，罗佩金任南征总統官、南防总司令、軍政部長，镇压雲南省南部的反革命派。1912年（民国元年）8月，罗佩金被北京政府授为陸軍中将。1913年（民国2年）1月，出任雲南省民政長。同年10月，罗佩金的父亲逝世，罗佩金辞去民政長职务，回到家乡。
1915年（民国4年）袁世凱称帝。羅佩金同雲南省反袁勢力的中心人物蔡鍔、唐继尧秘密联络，随后参加了同年12月25日开始的護国战争。羅佩金任護国軍第1軍总参謀長，辅佐第1軍司令蔡鍔出击四川。羅佩金将家産献给雲南殖边銀行，以支援護国軍的組織及运营。起初，蔡鍔、羅佩金同数量占压倒优势的北京政府的軍队作战。翌年，广西将軍陸荣廷发表反袁独立宣言，形勢逆转。同年3月22日，袁世凯取消即皇帝位，6月6日死去。

### 败于唐继尧
袁世凱死後，罗佩金被北京政府授为上将。此时蔡锷被委任为四川督军兼省长，但日常政务是由罗佩金代行，9月上旬，蔡锷往日本求医，北京政府于13日任命罗佩金暂署四川督军，戴戡暂署四川省长，可是罗的任命不受四川民众欢迎。1917年4月中旬，因罗佩金解散川军，刘存厚部队反抗，攻击督署，20日，被北京政府免去督军职务，授予超威将军称号。羅佩金撤往四川省南部。唐继尧一度任命羅佩金担任靖国軍总司令（駐四川的滇軍改組而成），但因唐继尧对羅佩金有所猜疑而罷免了其职务，羅佩金一度引退。
1921年（民国10年），靖国軍第1軍軍長顧品珍发动兵变驱逐唐继尧，支配雲南。羅佩金应顧品珍之邀，出任迤南巡閲使，负责平定雲南省南部。1922年（民国11年）3月，唐继尧軍回到雲南省，顧品珍战敗身亡。羅佩金遭到唐继尧通缉，被迫逃亡。同年5月3日，羅佩金在苴却（今雲南省楚雄彝族自治州永仁县）和何国钧被唐继尧方面的匪賊逮捕并处决。享年45岁（满43歳）。